# Direitos LGBTI na Tailândia

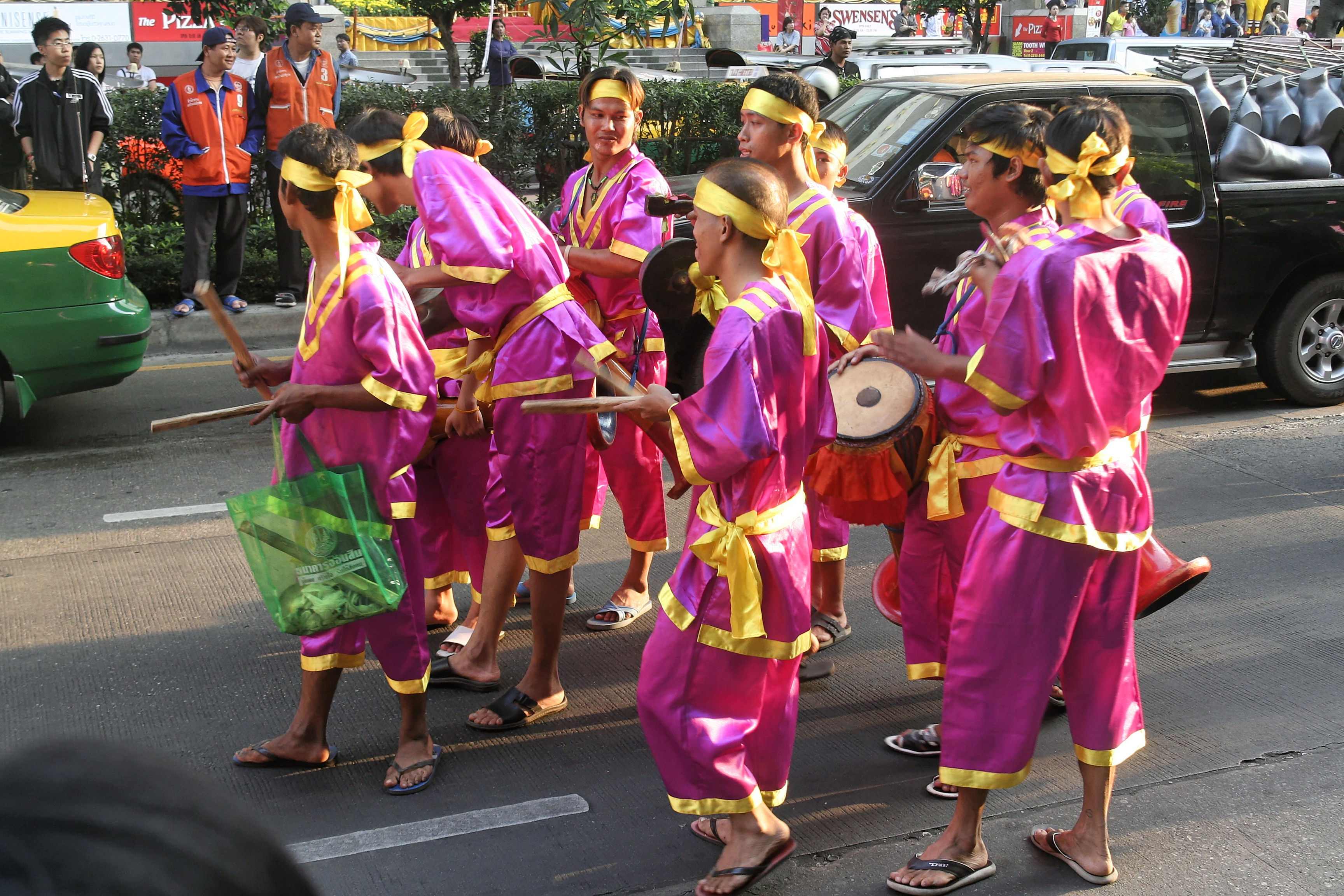
Festival Gay em Bangkok, capital do país, em novembro de 2006.

As pessoas LGBTQIA+ na Tailândia enfrentam-se a desafios legais não experimentados por cidadãos não-LGBT do país. A Tailândia é um dos países mais tolerantes na Ásia em relação à homossexualidade. As atividades sexuais do sexo masculino e feminino são legais na Tailândia, mas os casais do mesmo sexo e as famílias chefiadas por casais do mesmo sexo não são elegíveis para as mesmas proteções legais disponíveis para casais de sexo oposto.

## Situação jurídica
A homossexualidade foi descriminalizada na Tailândia em 1956. A idade de consentimento foi fixada em 16 anos. Apesar de legal, a atração pelo mesmo sexo ou transgênero foram vistos como sinais de uma doença mental ou defeito. Em termos de questões LGBT, mudanças de atitudes e políticas públicas começaram a ocorrer na Tailândia durante os anos 1990 e, em particular, o início do século XXI. Em 2002, o Ministério da Saúde tailandês declarou publicamente que a homossexualidade não era mais para ser considerada como uma doença mental ou distúrbio. Em 2005, as forças armadas tailandesas suspenderam a proibição de pessoas LGBT de servirem nas forças armadas do país. Antes desta reforma, as pessoas LGBT eram dispensadas e classificadas como sofrendo de uma doença mental, como atribuído pela lei de 1954.